# 大街街道 (玉溪市)
大街街道，是中华人民共和国云南省玉溪市江川区曾经下辖的一个街道。
2021年7月19日，玉溪市人民政府批准大街街道析置为星云街道、宁海街道。

## 行政区划
大街街道曾下辖以下地区：
上营社区、下营社区、大街社区、三街社区、早街社区、上头营社区、大庄社区、河咀社区、朱家庄社区、伏家营社区、海浒社区、大营社区、浪广社区、星云社区、宁海社区、土官田村和小白坡村。